# Rosalind Pitt-Rivers
Rosalind Pitt-Rivers FRS,
(4 de març de 1907 - 14 de gener de 1990) era una bioquímica britànica. Es va convertir en la segona presidenta de l'Associació Europea de Tiroide el 1971. Ella va succeir a Jean Roche i va ser seguida per Jack Gross en aquesta posició, els tres noms inextricablement lligats amb la descoberta de l'hormona tiroide Triiodotironina (T₃).

## Educació i primers temps
Pitt-Rivers va néixer amb el nom "Rosalind Venetia Henley" el 4 de març de 1907 a Londres, era la més gran de les quatre filles de l'honorable Anthony Morton Henley (1873-1925), capità del 5th Royal Irish Lancers, i la seva esposa l'honorable Sylvia Laura Stanley (1882-1980).
El seu pare va ser el tercer fill d'Anthony Henley, 3r Baró Henley, i la seva mare, filla d'Edward Stanley, 4t Baró Stanley de Alderley.
Es va educar a casa i més tard a Notting Hill & Ealing High School a l'edat de tretze anys. El seu interès per la química va començar a l'edat de dotze anys quan un oncle li va regalar un set de química. Més tard va estudiar al Bedford College de Londres, on se li va atorgar una llicenciatura en Ciències el 1930 amb honors de primera classe, i un mestratge el 1931.

## Vida personal
Al 1931 es va casar com segona esposa amb George Pitt-Rivers (1890-1966), antropòleg i eugenista i net de Augustus Pitt Rivers (1827-1900), qui va fundar el museu d'antropologia que porta el seu nom a Oxford. Ella es va convertir en la madrastra dels dos nens del seu primer matrimoni, Michael i Julian. Va donar a llum un fill, Anthony, el 1932, però el matrimoni es va dissoldre el 1937.
Durant el seu matrimoni, el seu marit s'havia tornat cada vegada més pro-eugenista i antisemita, acostant-se als eugenistes alemanys i lloant a Mussolini i Hitler; el 1940 va ser internat a la Torre de Londres.

## Carrera
Únicament després de separar-se de Pitt-Rivers el 1937, va tornar a estudiar i va obtenir un doctorat en Bioquímica a l'Escola de Medicina de l'UCL el 1939.
Es va unir al personal científic de l'Institut Nacional d'Investigació Mèdica (NIMR) a Mill Hill London el 1942, l'institut més gran de Gran Bretanya Medical Research Council (MRC).
Més tard es va convertir en directora de la Divisió de Química i es va jubilar el 1972.
Després d'ajudar Jack Gross amb la descoberta de l'hormona T₃ i publicar les seves troballes en The Lancet el 1952, va obtenir reconeixement internacional. Va ser escollida Amics de la Royal Society (FRS) el 1954. L'any 1973 va ser nomenada membre del Bedford College de Londres, el 1983 membre honorari de la Royal Society of Medicine, i el 1986 membre honorari del Royal College of Physicians,
Les seves publicacions amb Jamshed Tata incluyen The Thyroid Hormones (1959); The Chemistry of Thyroid Diseases (1960); i (amb W. R. Trotter) The Thyroid Gland (1964).